# Верхневодяное
Верхневодяное (укр. Верхньоводяне), село, Самойловский сельский совет, Близнюковский район, Харьковская область.
Код КОАТУУ — 6320685503. Население по переписи 2001 г. составляет 670 (332/338 м/ж) человек.

## Географическое положение
Село Верхневодяное вплотную примыкает к селу Самойловка с железнодорожной станцией Самойловка. Есть небольшой пруд.

## История
- 1825 - дата основания.

## Экономика
- В селе есть молочно-товарная ферма.
- Открытое акционерное общество «Им. Газеты Известия».

## Культура
- Клуб.

## Достопримечательности
- Братская могила советских воинов и памятный знак воинам-односельчанам. Похоронено 86 воинов.